# David Ake
David Andrew Ake (* 11. Mai 1961 in New Haven, Connecticut) ist ein US-amerikanischer Jazzmusiker (Piano, Komposition) und Musikwissenschaftler.

## Leben und Wirken
Ake wuchs in einer Vorstadt von Chicago auf; nach seinem Abschluss in Jazzperformance an der University of Miami zog er nach München, wo er zwei Jahre lang professionell Musik spielte. Während seiner Zeit im Ausland tourte er ausgiebig und verbrachte einen Monat in Kairo, wo er zusammen mit Mitgliedern des Sun Ra Arkestra spielte. Ake kehrte 1983 in die USA zurück, um seine Ausbildung fortzusetzen. Er erwarb einen Master in Jazzperformance am California Institute of the Arts (Cal Arts) und trat dann in Los Angeles auf, bevor er 1990 nach New York zog. Er erwarb 1998 einen Ph.D. in Musikwissenschaft und MA in Musikethnologie an der UCLA. Erste Aufnahmen im Jazz entstanden 1996 mit dem Phil Farris Quartet; an der UCLA spielte er mit David Borgo, Todd Sickafoose und Dave Wittman 1998 das Album Sound & Time ein.
Unter eigenem Namen legte Ake in den folgenden Jahren eine Reihe von Alben vor, wie Bridges, Lake Effect und Humanities, sämtlich auf Posi-Tone Records. S. Victor Aaron (Something New!) lobte Akes Album Bridges (2013); es sei großartig, weil Ake die Stärken jedes Spielers kenne, den er zur Verfügung hat, und sie ihre Sache in seinen gut durchdachten Kompositionen machen lässt. Über Akes Album Humanities schrieb Thomas Conrad in JazzTimes, es sei eine bemerkenswerte, unverwechselbare Aufzeichnung,  repräsentativ für einen aktuellen Trend in der amerikanischen Kunst im Allgemeinen und im Jazz im Besonderen, in einer Ära, in der sich Jazzmusiker gezwungen fühlen, unsere „aktuelle Tragödie“ in ihrer Musik auszudrücken, „nicht nur in Wut oder Verzweiflung, sondern oft als Hoffnung auf Erneuerung.“
Des Weiteren arbeitete er mit Musikern wie Ralph Alessi, David Borgo, Scott Colley, Ravi Coltrane, Peter Epstein, Mark Ferber, Gerry Gibbs, Drew Gress, Charlie Hadens Liberation Music Orchestra, Clifford Jarvis, Brian Landrus, Sam Minaie, Ben Monder, James Newton und Bud Shank. Im Bereich des Jazz war er laut Tom Lord zwischen 1996 und 2017 an elf Aufnahmesessions beteiligt.
Als Hochschullehrer leitete Ake die Abteilung für Musik an der Case Western Reserve University in Cleveland und war 14 Jahre Fakultätsmitglied an der University of Nevada, Reno, an der er als Direktor der School of the Arts fungierte.  Ake ist derzeit Professor und Vorsitzender der Abteilung für Musikwissenschaft an der Frost School of Music der University of Miami. Als Musikwissenschaftler schrieb er das Buch Jazz Cultures; Jazz Matters: Sound, Place, and Time since Bebop und war (mit Charles Hiroshi Garrett und Daniel Goldmark) Co-Herausgeber des Sammelbands Jazz/Not Jazz: The Music and Its Boundaries (beide erschienen in der University of California Press).

## Schriften
- Jazz Cultures, University of California Press, Berkeley, 2002.

## Diskographische Hinweise
- In Between  (2005) solo
- EEA – Peter Epstein, Larry Engstrom, David Ake: The Dark (Origin Records, 2010)
- Bridges (Posi-Tone, 2013), mit Ralph Alessi, Peter Epstein, Ravi Coltrane, Scott Colley, Mark Ferber
- Lake Effect (Posi-Tone, 2015), mit Peter Epstein, Sam Minaie, Mark Ferber
- Humanities (Posi-Tone, 2018), mit Ralph Alessi, Ben Monder, Drew Gress, Mark Ferbe
- Green Thumb(Posi-Tone, 2023), mit Tony Malaby, Boris Kozlov, Rudy Royston